# Carl Eldh
Carl Johan Eldh, född 10 maj 1873 i Film i Uppland, död 26 januari 1954 i Stockholm, var under första hälften av 1900-talet en av de mest anlitade skulptörerna i Sverige.

## Biografi

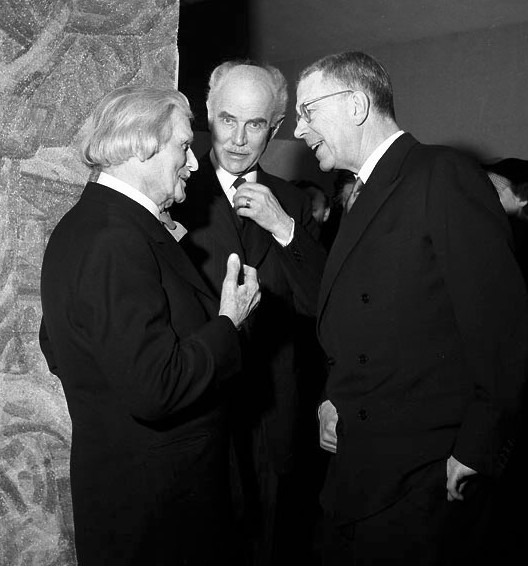
Carl Eldh (till vänster) 1953 med riksmarskalken Birger Ekeberg och kung Gustaf VI Adolf.

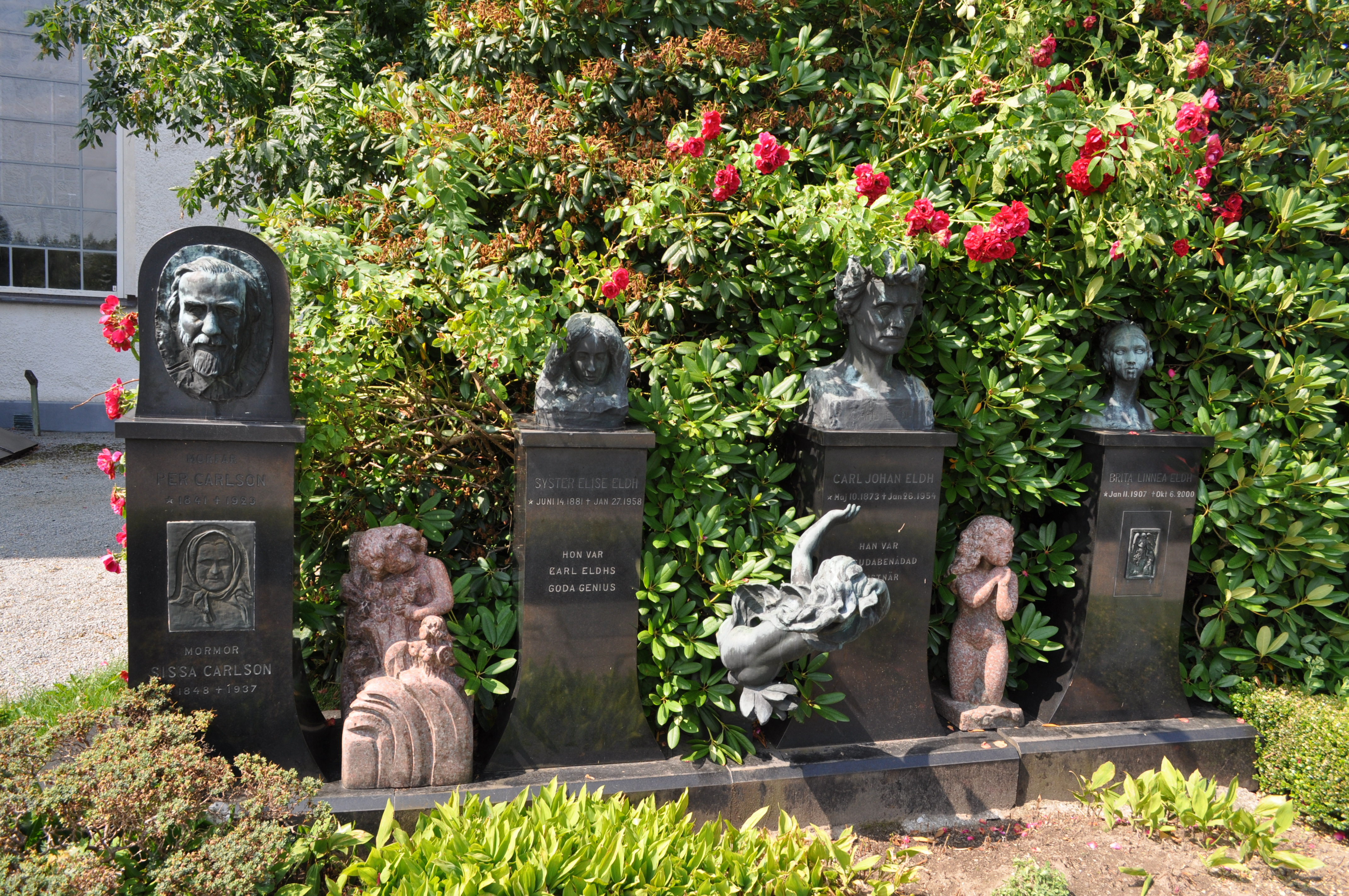
Carl Eldhs familjegrav med åtta konstverk utförda av Carl och Elise Eldh på kyrkogården vid Kyrkhults kyrka.

Carl Eldh föddes i ett gruvarbetartorp i Söderskogen, Films socken i Östhammars kommun, någon kilometer från Dannemora gruva. Han växte upp under knappa omständigheter. Hans far var smed och det påverkade säkert sonens yrkesval. Vid 19 års ålder påbörjade han sin utbildning vid Tekniska skolan (Konstfack) i Stockholm.
Eldh var från början ornamentskulptör och verkade bland annat som sådan under renoveringen av Uppsala domkyrka på 1890-talet. Under studieåren i Paris 1897–1904 livnärde han sig bland annat som träsnidare. Målet var dock att få en skulptörutbildning i Paris, där skulptören Auguste Rodin inspirerade honom starkt. Vid världsutställningen 1900 i Paris representerade han Sverige med skulpturen Oskuld. Studierna vid Académie Colarossi gav resultat och 1902 fick han guldmedalj på Salongen för sina verk Modersorg och Linnea. Hans tidiga verk präglas av en mjuk, nästan besjälad form, bland annat i unga nakna gestalter, till exempel Ungdom, från 1911.
En kopia av Eldhs Wennerberg-staty avtäcktes den 30 april 1916 på Kaptensudden vid Djurgårdsbrunnsviken av prins Eugen och i närvaro av kronprinsessparet (Gustaf VI Adolf och Margareta av Storbritannien och Irland), Gunnar Wennerbergs anhöriga samt donatorn John Josephson med hustru Ellen. Däremot var upphovsmannen Carl Eldh inte närvarande.
Efter hand utvecklades Eldhs stil mot en kraftfull realism. Porträttbysten av kung Oscar II var den första i en lång rad offentliga porträtt av många av sin tids kulturpersonligheter. Här liksom i monumentalverken söker han sig mot en renare form, som exempelvis skulpturerna i stadshusträdgården vid Stockholms stadshus år 1923. Författaren (Strindberg), Poeten (Fröding) och Målaren (Josephson) är alla symboliska tolkningar av konstnärskapet. Större formlidelse finns i det Rodininspirerade Strindbergmonumentet i Tegnérlunden, Stockholm, från 1916, där Strindberg skildras som den vid klippan fjättrade titanen. Bronsen i Tegnérlunden kom på plats först 1942. Carl Eldh modellerade skulpturen Den unge Strindberg i skärgården till August Strindbergs 60-årsdag 1909. Den göts i brons och sattes upp utanför Carl Eldhs ateljémuseum i Bellevueparken 1968.
Kort efter sin hemkomst från Paris träffade han Elise Persson och 1907 föddes dottern Brita. År 1921 flyttade hustrun och dottern till Kalifornien för att förbereda vägen till den amerikanska marknaden. Carl Eldh stannade dock kvar i Sverige. Efter hans död 1954 fick dottern en viktig roll i etablerandet av det framtida museet.
Carl Eldh var vid sidan av Christian Eriksson och Carl Milles den mest anlitade skulptören i Sverige under första hälften av 1900-talet. Han arbetade ihop med en lång rad välkända svenska arkitekter som gärna anlitade honom som skulptör, bland annat Ivar Tengbom, Erik Lallerstedt och Ragnar Östberg. Av Ragnar Östberg fick Carl Eldh uppdraget att utsmycka stadshusträdgården med skulpturer.
Carl Eldhs största och sista fullbordade verk är Brantingmonumentet i högrelief på Norra Bantorget, Stockholm. Gipsmodellen blev klar 1942, men bronsen kom på plats först 1952. Monumentet beställdes redan 1935, men göts först 1947 på Herman Bergmans Konstgjuteri och avtäcktes den 2 juni 1952 under högtidliga former.
Eldh representerad vid bland annat Nationalmuseum, Moderna museet i Stockholm och Kalmar konstmuseum. Eldh var ledamot av Skönhetsrådet mellan 1932 till 1945.
Carl Eldhs familjegrav finns på kyrkogården vid Kyrkhults kyrka i Blekinge.

## Bildgalleri (verk i urval)

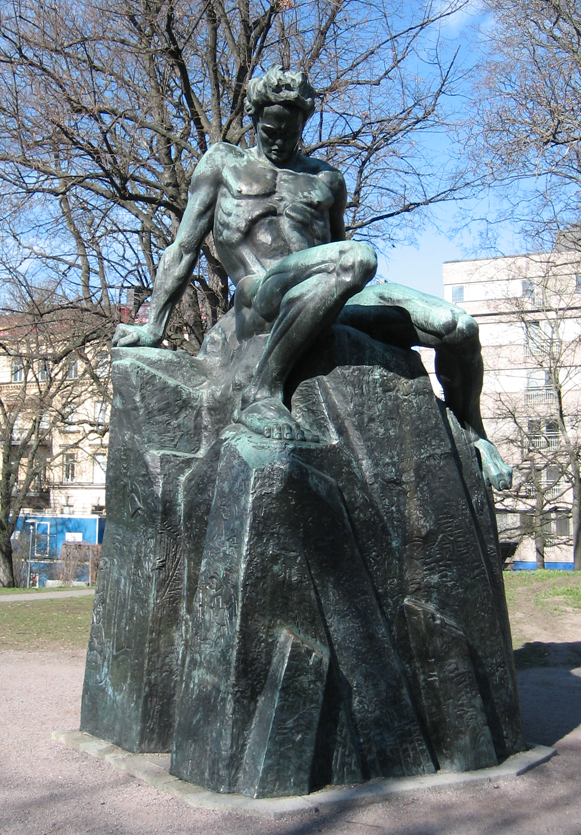
August Strindberg i Tegnérlunden, Stockholm
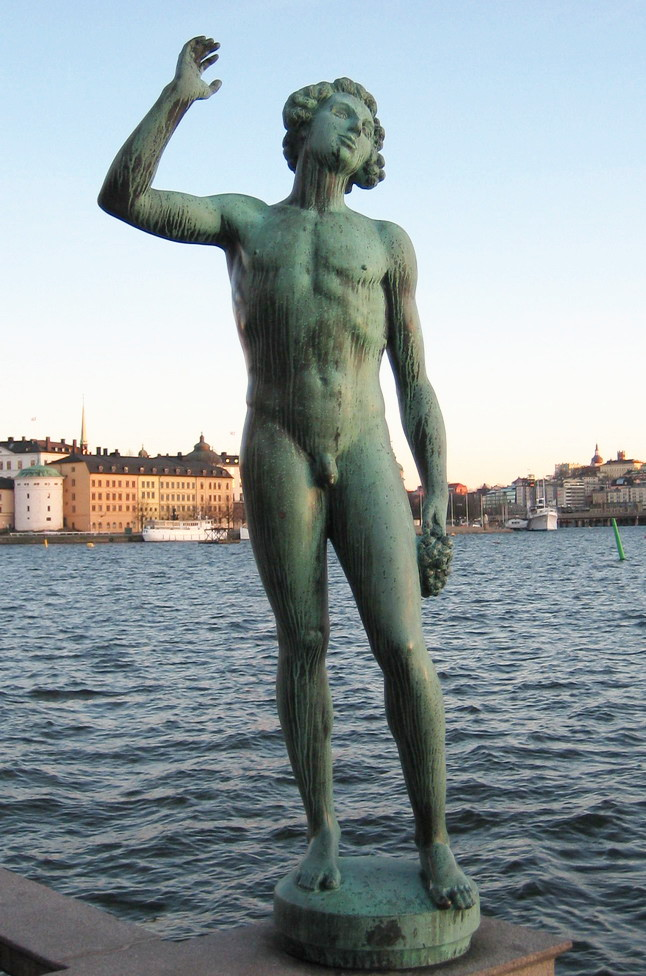
Sången i Stadshusparken, Stockholm
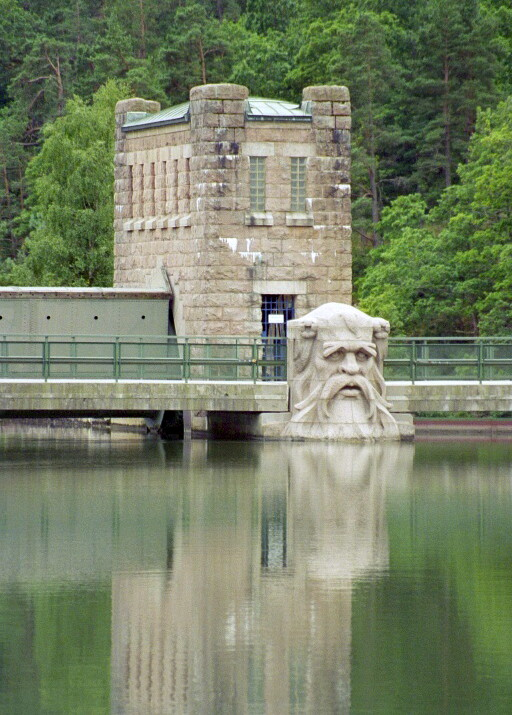
Strömkarlen på Strömkarlsbron i Trollhättan
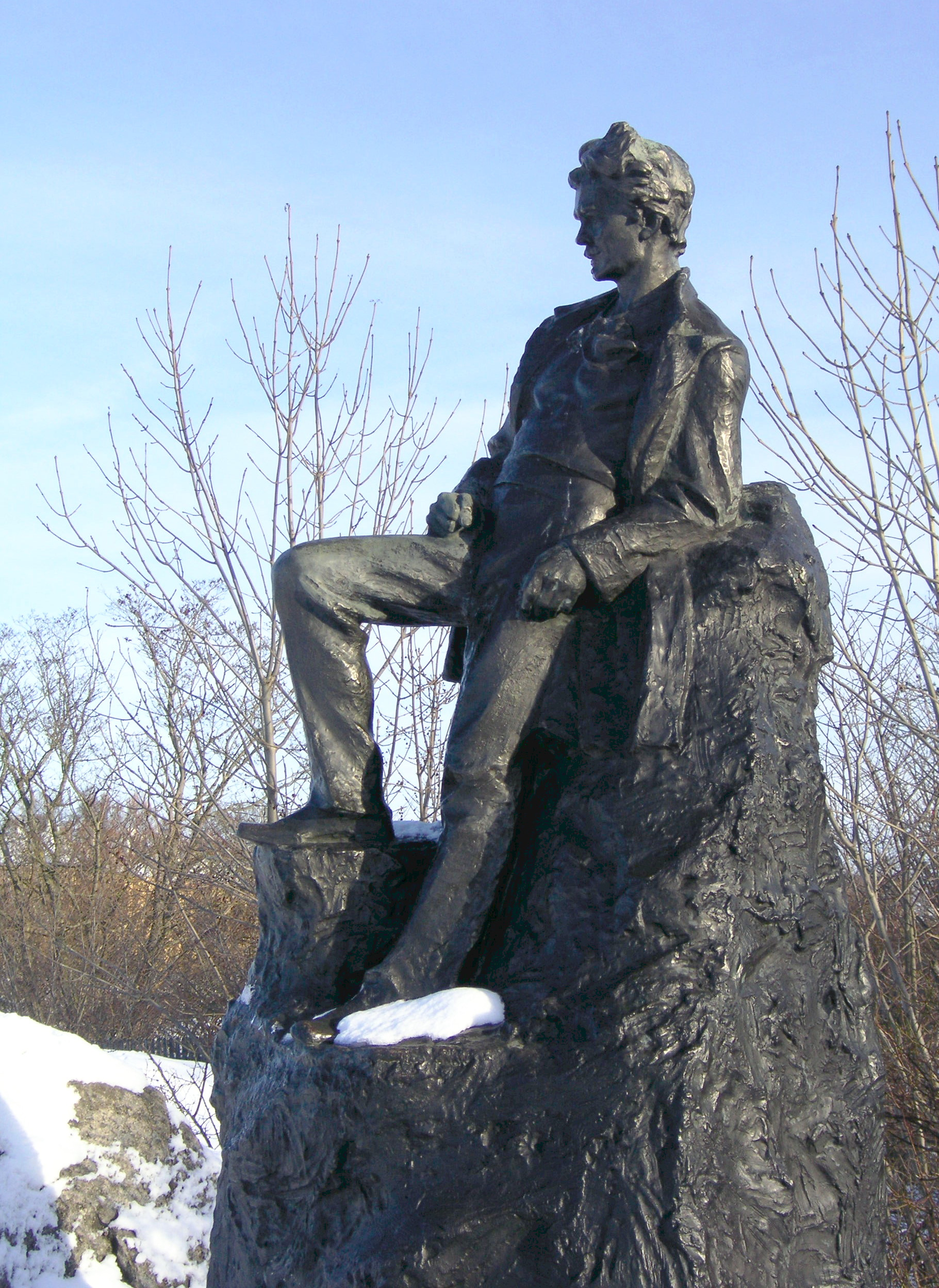
Den unge Strindberg i skärgården utanför Carl Eldhs ateljé
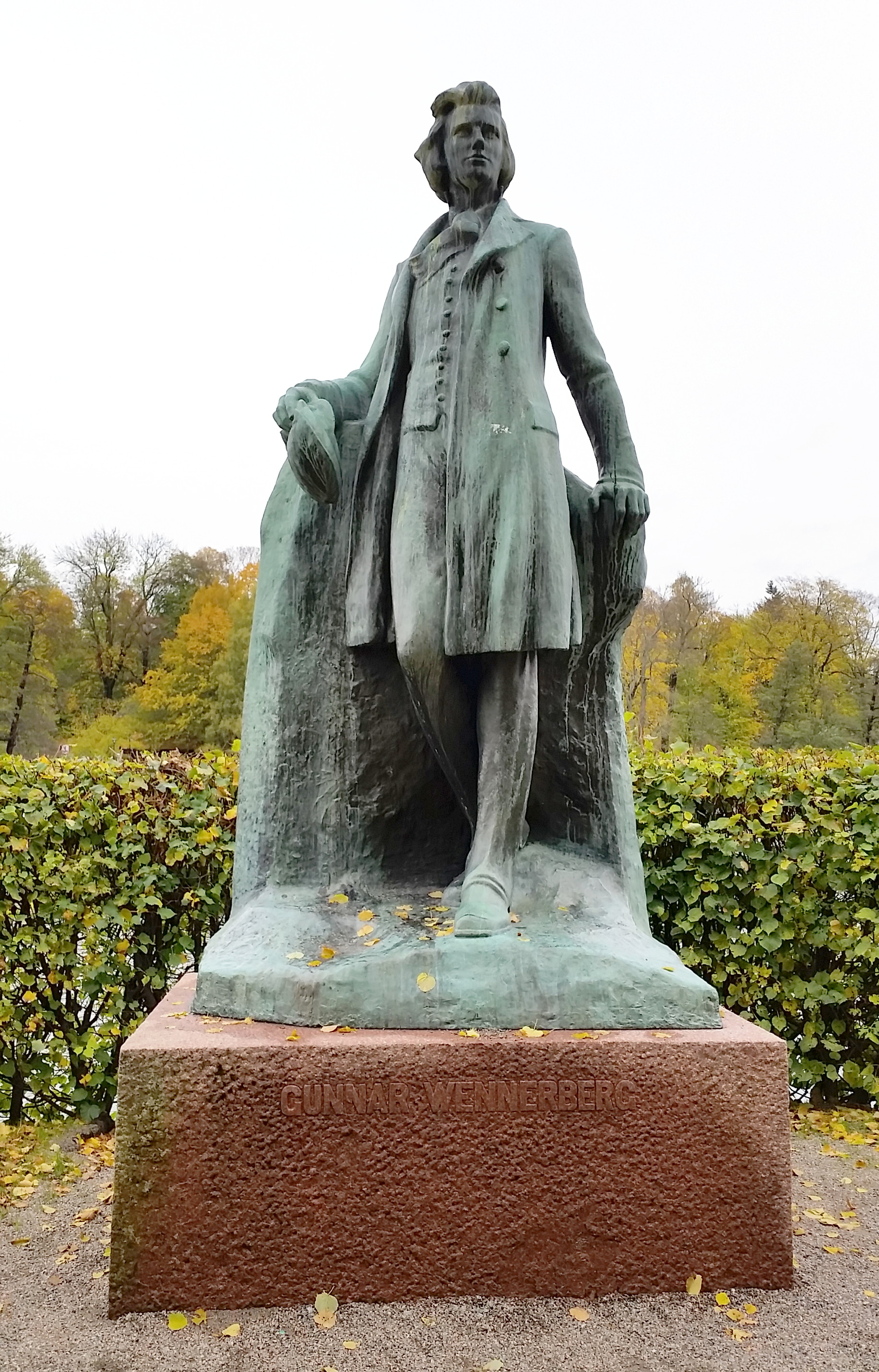
Eldhs Wennerberg-staty på Kaptensudden
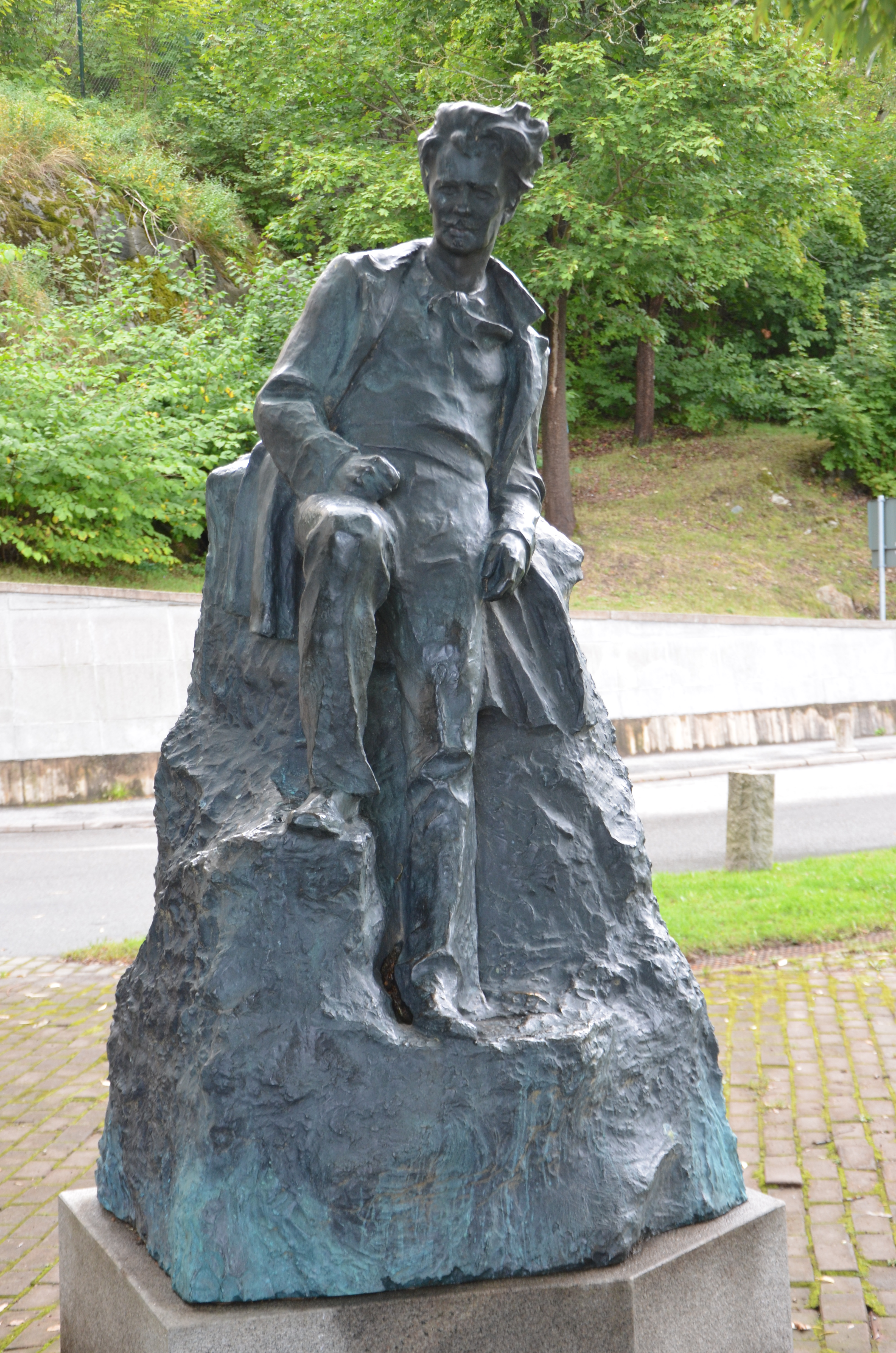
Den unge Strindberg i skärgården i Alvik i Stockholm
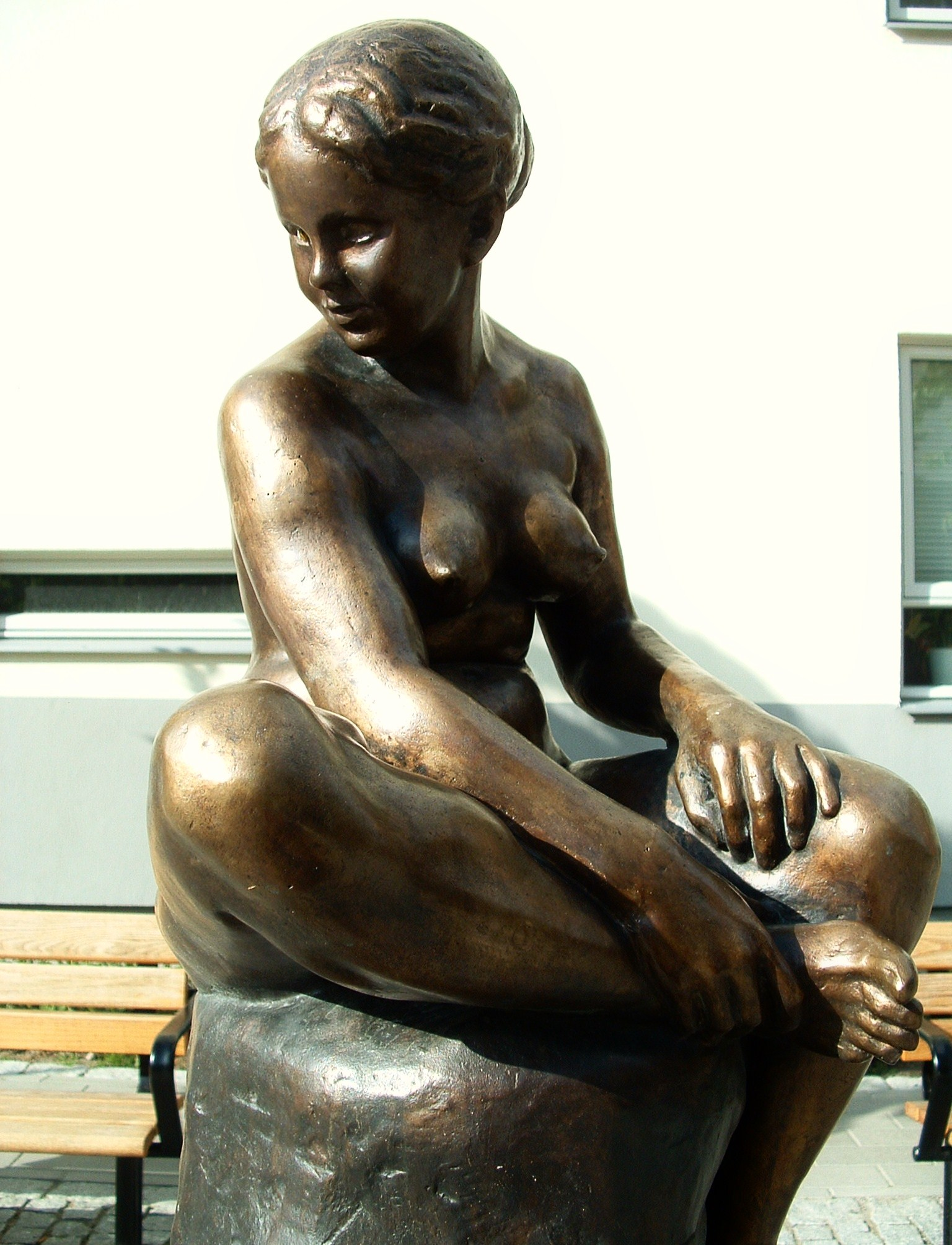
Skulptur i Filmstaden i Råsunda
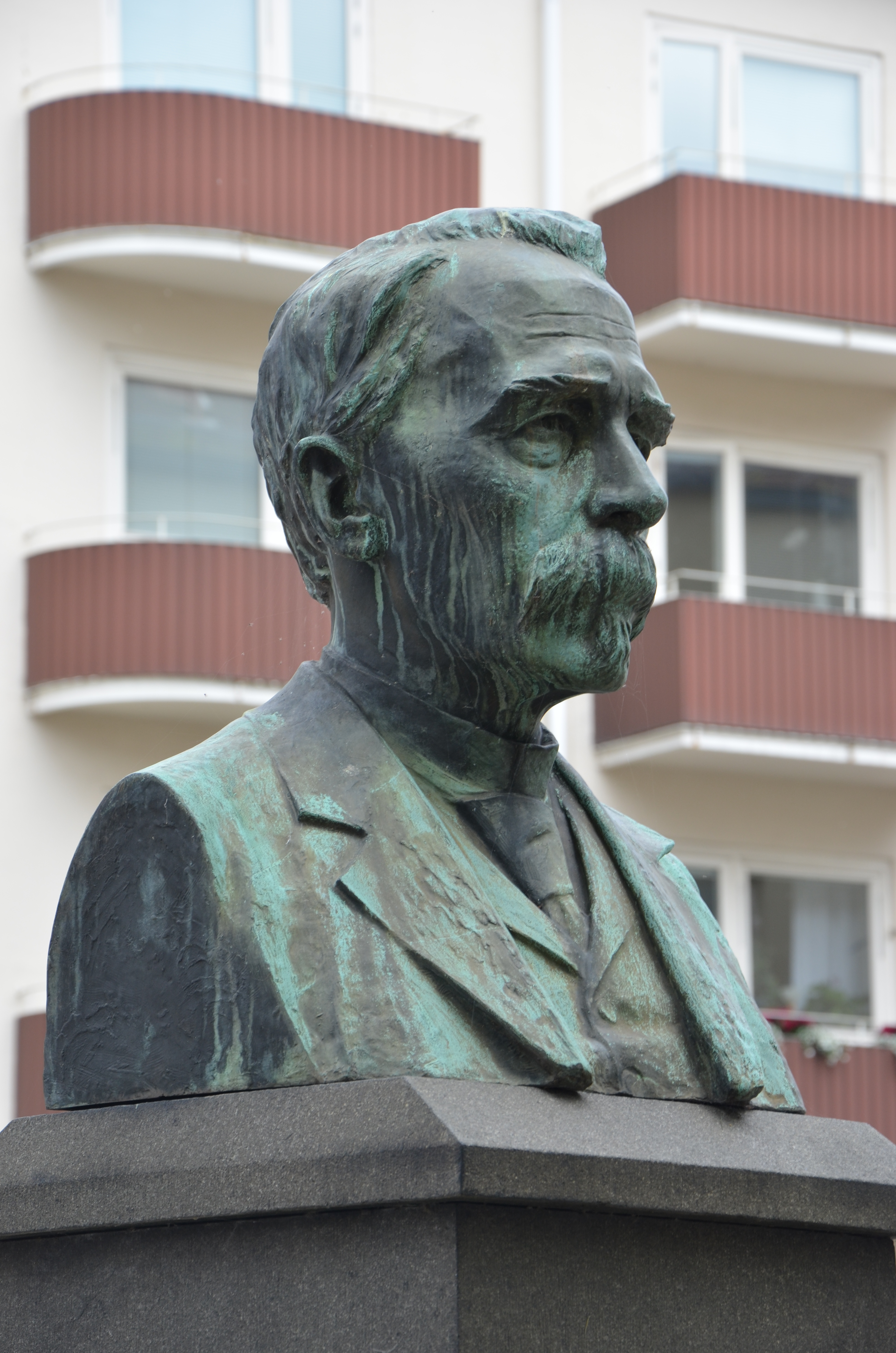
Carl von Feilitzen, 1909, Vedtorget i Jönköping
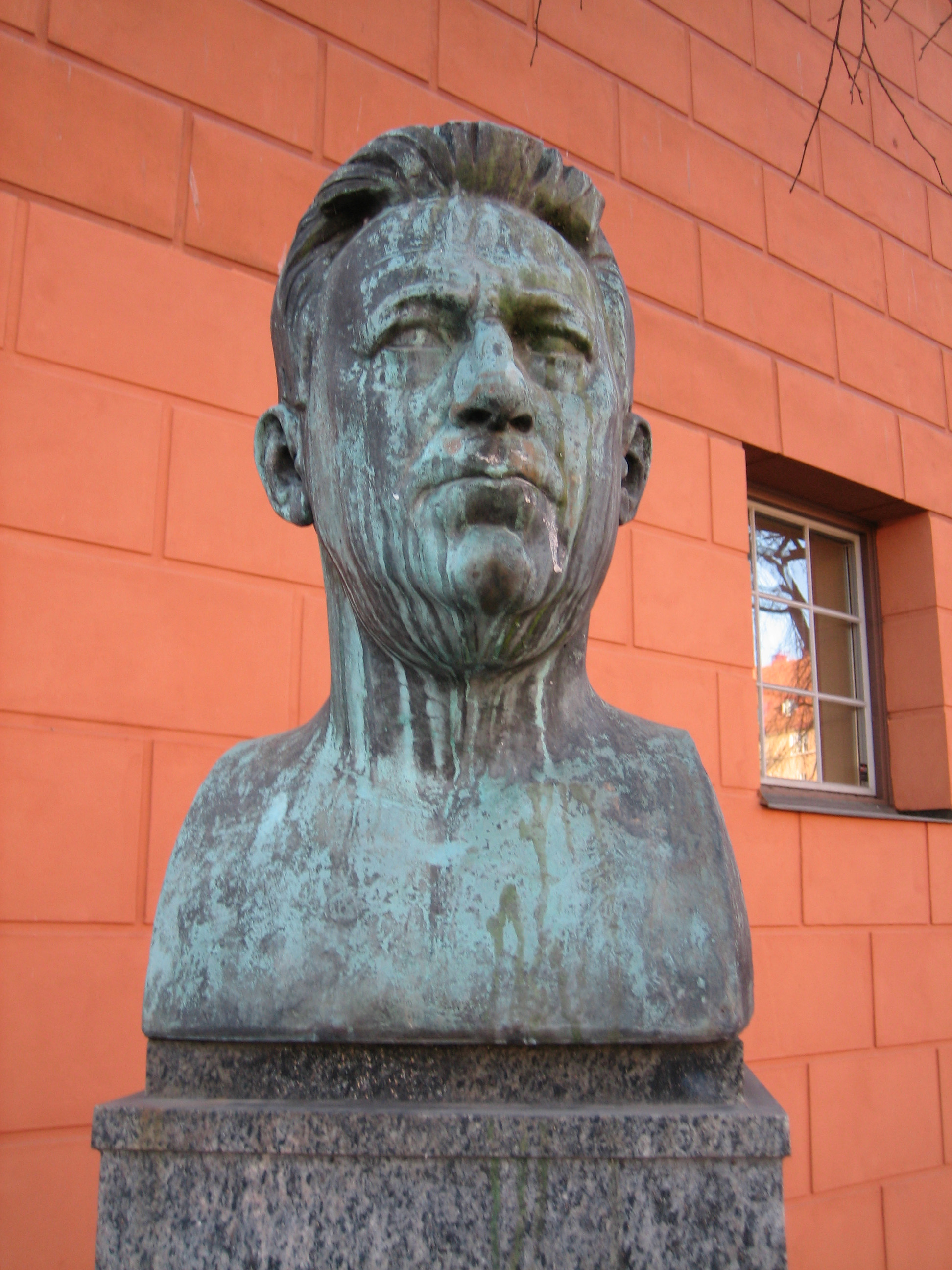
Fabian Månsson utanför Stockholms stadsbibliotek
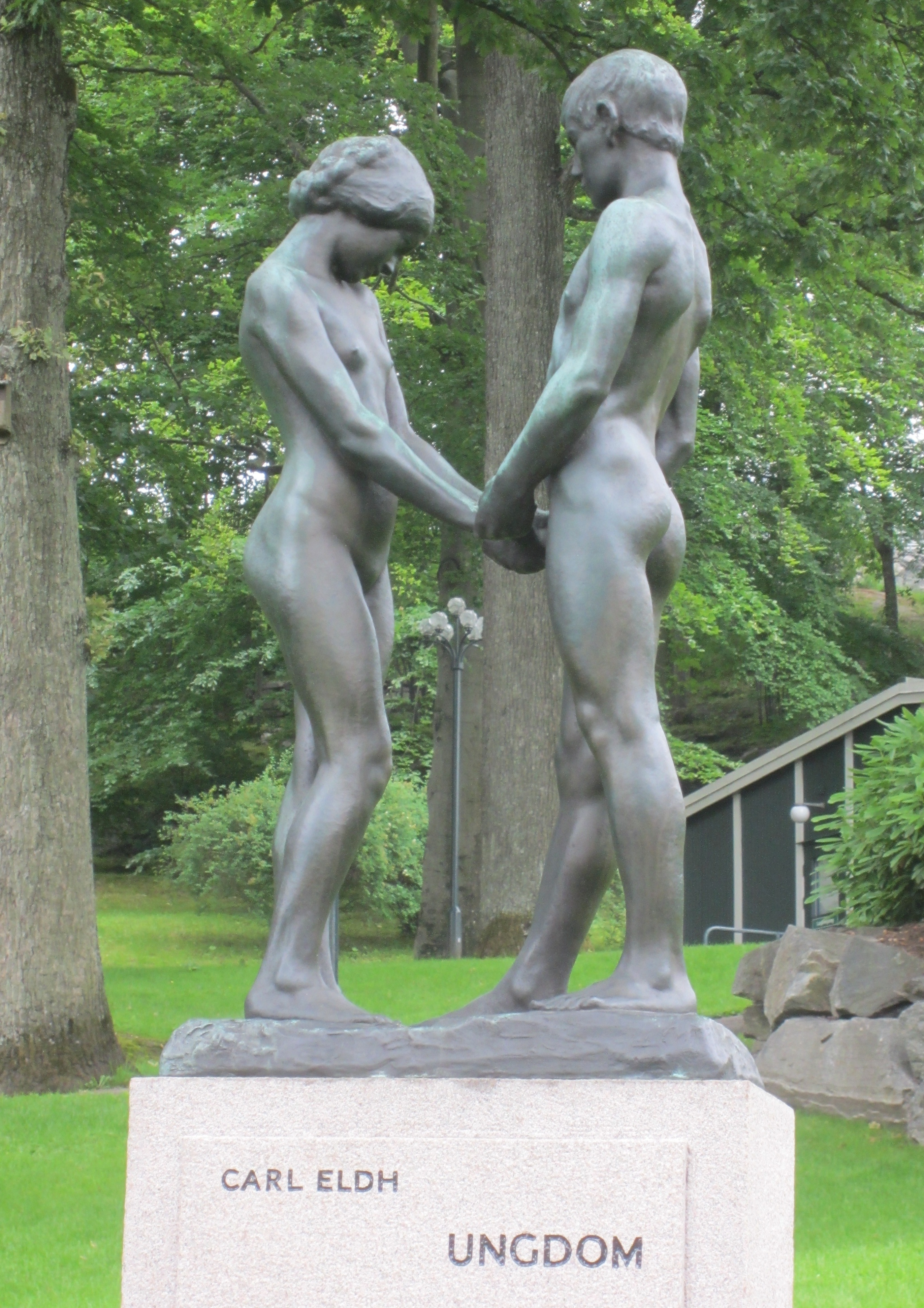
Ungdom, Liseberg i Göteborg